# 땅콩박사
《땅콩박사》(George Washington Carver: The Man Who Overcame)는 미국의 저명한 흑인 농학자 조지 워싱턴 카버(1864~1943)박사의 평전이다. 로렌스 엘리엇이 썼고, 1970년, 2010년 대한기독교서회에서 한국말로 옮겼다.

## 내용
저자는 카버를 자신의 산 경험과 지식으로 토머스 에디슨처럼 부자가 될 수 있었지만, 기독교 신앙에 근거하여 다함께 사는 세상을 만들기 위해 사용한 참 지식인으로 묘사한다.